# Luigj Prendushi
Luigj Prendushi (ur. 24 stycznia 1896 w Szkodrze, zm. 24 stycznia 1947 w Shelqet) – albański duchowny katolicki, więzień sumienia, błogosławiony Kościoła katolickiego.

## Życiorys
W wieku 12 lat wyjechał do Włoch, gdzie uczył się w szkole, a następnie w seminarium Sarvano Skarnafacio w Turynie. 12 marca 1921 przyjął święcenia kapłańskie w Saluco. W 1921 powrócił do kraju. W latach 1923–1925 był proboszczem we wsi Dardhë, w Shllaku, ponownie w Dardhë, a następnie w parafiach Koman i Dush. Od 1943 kierował parafią w Naraçu. W ramach represji po stłumieniu powstania postrybskiego, Prendushi został aresztowany 8 grudnia 1946 w Naracu i osadzony w więzieniu w Szkodrze. Skazany na karę śmierci za szpiegostwo na rzecz Watykanu i ukrywanie dywersantów. Stracony przez rozstrzelanie we wsi Shelqet (na terenie parafii, w której pracował) 24 stycznia 1947, na oczach zebranych mieszkańców wsi. W maju 1992 odnaleziono jego doczesne szczątki, które spoczęły na cmentarzu Rrmajt w Szkodrze.
Prendushi znalazł się w gronie 38 Albańczyków, którzy 5 listopada 2016 w Szkodrze zostali ogłoszeni błogosławionymi. Beatyfikacja duchownych, którzy zginęli "in odium fidei" została zaaprobowana przez papieża Franciszka 26 kwietnia 2016.
W 2016 został pośmiertnie odznaczony orderem Flamuri Kombëtar. W maju 2023 odbyła się konsekracja nowego kościoła we wsi Naraç, pod wezwaniem Luigjiego Prendushi.